# 杜博瓦鄉 (梅赫丁茨縣)
44°37′N 22°16′E / 44.617°N 22.267°E
杜博瓦鄉（羅馬尼亞語：Comuna Dubova, Mehedinți），是羅馬尼亞的鄉份，位於該國西南部，由梅赫丁茨縣負責管轄，面積164平方公里，海拔高度507米，2007年人口977，人口密度每平方公里6人。